# Jerry Wald
Jerry Wald, (Newark, 1918. január 15. – Las Vegas, 1973. szeptember) amerikai klarinétos, zenekarvezető.

## Pályafutása

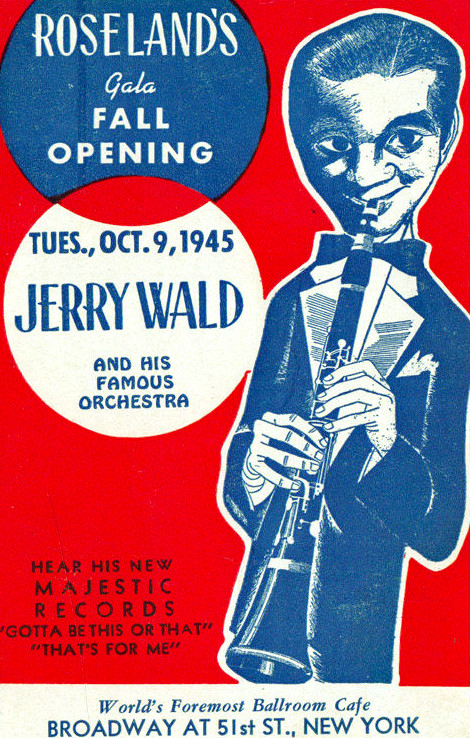
1945

Jerry Wald hétévesen kezdte a játékot szopránszaxofonnal, később altszaxofonnal és klarinéttal. Példaképe „a klarinétkirály” Artie Shaw volt. 1941-ben megalapította New Yorkban saját zenekarát. A Lincoln Hotelben és a chicago-i Hotel Sherman Panther Roomjában járszottak.
Szignáldaluk a „Call of the Wild” volt. Ray Conniff és Jerry Gray biztosította a jó körülményeket. Wald tizenöttagú zenekara lendületesen játszott, és az 1940-es évek végére játékuk progresszívebb hangzást kapott. Szerződésük volt a Decca Recordsszal, a Majestic Recordsszal és a Columbia Records-szal.
Bár Jerry Wald zenekara soha nem vitte a túl sokra, de fennállása alatt több jelentős énekes is szerepelt nála: Francis Wayne, Neal Hefti, Anita Boyer.

## Albumok
- Listen to the Music of Jerry Wald-Kapp, 1956
- Tops in Pops: Designed for Dancing-Lion, 1958

### Lemezek
- He Wears a Pair of Silver Wings – Jerry Wald And His Orchestra (1942)
- Strictly Instrumental – Jerry Wald And His Orchestra
- Trains In The Night – Jerry Wald And His Orchestra
- Mad About Him, Sad Without – Jerry Wald And His Orchestra
- Shoo Shoo baby – Jerry Wald And His Orchestra (1943)
- Crazy Blues – Jerry Wald And His Orchestra
- Poinciana (Song Of The Tree) – Jerry Wald And His Orchestra (Ginny Powell, vocal)
- Mississippi Dream Boat – Jerry Wald And His Orchestra
- And So Little Time – Jerry Wald And His Orchestra (1944)
- Silver Wings In The Moonlight – Jerry Wald And His Orchestra
- Two Heavens – Jerry Wald And His Orchestra
- Since You Went Away – Jerry Wald And His Orchestra
- Jerry Wald – Candy (Kay Allen, vocal) (1945)
- Laura – Jerry Wald and his Orchestra (Dick Merrick)
- He's Home for a Little While – Jerry Wald and his Orchestra
- The More I See You – Jerry Wald and his Orchestra
- Clarinet High Jinks – Jerry Wald and his Orchestra
- A Friend Of Yours – Jerry Wald and his Orchestra
- Can't You Read Between The – Jerry Wald and his Orchestra
- Clarinet Boogie Blues – Jerry Wald and his Orchestra
- Someone To Watch Over Me – Jerry Wald and his Orchestra
- The Continental – Jerry Wald and his Orchestra
- Laughing on the Outside (Crying On The Inside) – Jerry Wald and his Orchestra (1946)
- They Say It's Wonderful – Jerry Wald and his Orchestra
- Lazy Lullaby – Jerry Wald and his Orchestra (1947)
- Your Conscience Tells You So – Jerry Wald and his Orchestra
- Diga Diga Doo – Jerry Wald and his Orchestra (1946)
- Rumba Fantasy – Jerry Wald Quintette (1946)
- Bahn Du Dah – Jerry Wald and his Orchestra (1949)
- Rumbalero – Part 1 – Jerry Wald and his Orchestra
- Rumbalero – Part 2 – Jerry Wald and his Orchestra
- You're the Cream in My Coffee – Jerry Wald and His Orchestra (1952)
- Terremoto – Jerry Wald His Orchestra (1953)
- The Thrill Is Gone – Jerry Wald And His Orchestra